# Кур'єр Кривбасу
«Кур'єр Кривбасу» — український культурологічний часопис, який видавався у Кривому Розі з 1994 до 2017 р. В часописі публікувалися як літературні твори, так і критика, а також матеріали з краєзнавства півдня України. В часописі друкувалися твори відомих сучасних українських літераторів таких як Віктор Неборак, Валерій Шевчук, Юрій Покальчук, а також письменників діаспори Ігоря Костецького, Емми Андієвської та ін. Головний редактор журналу Григорій Гусейнов. 
Останнє число «Кур'єру Кривбасу» вийшло друком 2017 року: № 332-333-334 — липень-серпень-вересень.